# 아케인
《아케인》(Arcane)은 넷플릭스에서 방영된 비디오 게임 리그 오브 레전드를 원작으로 한 애니메이션이다.

## 등장인물

### 챔피언
- 바이
- 파우더(징크스)
- 케이틀린
- 하이머딩거
- 제이스
- 빅토르
- 신지드
- 에코

### 그 외
- 실코
- 밴더
- 멜

## 에피소드
매주 토요일에 3회씩 공개되었다.

### 시즌 1
| 번호 | 제목                                           | 본 공개 날짜     |
| ---- | ---------------------------------------------- | ---------------- |
| 1    | "우리의 세상에 어서 와"                        | 2021년 11월 6일  |
| 2    | "어떤 미스터리는 풀리지 않은 채로 두는게 낫다" | 2021년 11월 6일  |
| 3    | "변화에 필요한 비열한 폭력"                    | 2021년 11월 6일  |
| 4    | "즐거운 진보의 날!"                            | 2021년 11월 13일 |
| 5    | "모두가 나의 적이 되고 싶어 하지"              | 2021년 11월 13일 |
| 6    | "이 벽이 무너질 때"                            | 2021년 11월 13일 |
| 7    | "구세주"                                       | 2021년 11월 20일 |
| 8    | "물과 기름"                                    | 2021년 11월 20일 |
| 9    | "당신이 만든 괴물"                             | 2021년 11월 20일 |

### 시즌 2
| 번호 | 제목   | 본 공개 날짜 |
| ---- | ------ | ------------ |
| 1    | 2024년 |              |

## 같이 보기
- 리그 오브 레전드
- 라이엇 게임즈
- 넷플릭스